# Alpaida quadrilorata
Alpaida quadrilorata es una especie de araña tejedora de orbe del género Alpaida, de la familia Araneidae, orden Araneae. Fue descrita por Simon en 1897.
Se distribuye por América del Sur: Brasil, Paraguay, Uruguay y Argentina. Fue publicada en Viaggio del Dott. A. Borelli nella République Argentina e nel Paraguay. Liste des arachnides recueillis aux Iles du Cap-Vert, dans la République Argentine et le Paraguay et descriptions d’espèces nouvelles. In: Viaggio Del Dott. A. Borelli Nella République Argentina E Nel Paraguay. Bollettino Dei Musei Di Zoologia Ed Anatomia Comparata Della Reale Università Di Torino 12(270): 1-, 8.